# Hydrophis nigrocinctus
Espèce
Synonymes
- Hydrophis nigrocincta Daudin, 1803
- Disteira nigrocinctus (Daudin, 1803)
- Disteira walli Kharin, 1989

Statut de conservation UICN

 DD  : Données insuffisantes
Hydrophis nigrocinctus est une espèce de serpents de la famille des Elapidae.

## Répartition
Cette espèce marine se rencontre dans le golfe du Bengale dans les eaux de l'Inde, du Sri Lanka, du Bangladesh, de la Birmanie, de la Thaïlande et de la Malaisie.

## Description
C'est un serpent venimeux.

## Publication originale
- Daudin, 1803 : Histoire Naturelle, Générale et Particulière des Reptiles; ouvrage faisant suit à l'Histoire naturelle générale et particulière, composée par Leclerc de Buffon; et rédigee par C.S. Sonnini, membre de plusieurs sociétés savantes, vol. 7, F. Dufart, Paris, p. 1-436 (texte intégral).